# Hypolytrum spongiosum
Hypolytrum spongiosum är en halvgräsart som beskrevs av Tetsuo Michael Koyama. Hypolytrum spongiosum ingår i släktet Hypolytrum och familjen halvgräs. Inga underarter finns listade i Catalogue of Life.